# Lahrach
Lahrach sau Lahrache este o comună din departamentul M'Bout, Regiunea Gorgol, Mauritania, cu o populație de 6.174 locuitori.